# آنتونی نلسون کیز
آنتونی نلسون کیز (انگلیسی: Anthony Nelson Keys؛ ‏ ۱۳ نوامبر ۱۹۱۱ – ۱۹ مارس ۱۹۸۵) تهیه‌کننده فیلم و فیلم‌نامه‌نویس اهل بریتانیا بود.
از فیلم‌هایی که وی در آن‌ها نقش داشته‌است، می‌توان به دراکولا و تاب‌آوردن شیطان اشاره نمود.